# Guzhang
Guzhang léase Ku-Zháng (en chino:古丈县, pinyin:Gǔzhàng xiàn) es un  condado bajo la administración directa de la prefectura autónoma de Xiangxi. Se ubica al noroeste de la provincia de Hunan, sur de la República Popular China. Su área es de 1297 km² y su población total para 2015 fue de +140 mil habitantes.

## Administración
El condado de Guzhang se divide en 7 pueblos que se administran en poblados.